# Basel-Stadt
| Kanton Basel-Stadt        |                |
| \| Grb kantona \|         |                |
| Položaj u Švicarskoj      |                |
|                           |                |
| Podaci                    |                |
| Glavni grad               | Basel          |
| Pristupanje konfederaciji | 1501.          |
| Skraćenica                | BS             |
| Stanovništvo              | 206 326 stan.  |
| Popis                     | 2023.          |
| Površina                  | 36.95 km²      |
| Gustoća                   | 5583 stan./km² |
| Br. općina                | 3              |
| Jezici                    | njemački       |
| Zemljovid kantona         |                |
|                           |                |
| Grb kantona               |                |

Kanton Basel-Stadt (hrvatski: Kanton Basel-Grad) jedan je od 26 kantona Švicarske konfederacije. Sjedište kantona koji se sastoji od tri općine je grad Basel. 

## Naziv
Švicarski sabor iz 1833. godine naziva kanton Basel-Stadttheil. Kantonalni ustav iz 1847. godine određuje kao službeni naziv Kanton Basel-Stadt (francuski: Canton de Bâle-Ville; talijanski: Canton Basilea-Città; retoromanski: Chantun Basilea-Citad).

## Zemljopis
Ovaj najmanji švicarski kanton površine 36.95 km2 nalazi se na sjeveru Švicarske, na  Rajnskom koljenu (njemački: Rheinknie), mjestu gdje tok Rajne od prema zapadu skreće prema sjeveru. Kanton se prostire na obje obale rijeke Rajne, na sjeveru graniči se Njemačkom i Francuskom, a na jugu se kantonom Basel-Landschaft.
S najnižom nadmorskom visinom od 246m na rijeci Rajni, i najvišom na 522m u selu St. Chrischona, drugi je najniži švicarski kanton.

## Povijest
Kanton Basel-Stadt nastao je podjelom povijesnog kantona Basel 26. kolovoza 1833. godine, nakon političkih prepiranja i oružanih sukoba unutar kantona između grada Basela i seoskih dijelova kantona. Seoski dio postao je kanton Basel-Landschaft. Stoga se tradicionalno ova dva kantona smatraju polukantonima. Pokušaji ponovnog ujedinjena kantona odbačeni su na referendumima iz 1969. i 2014. godine.

## Politika i uprava
Kanton se sastoji od triju općina:
| Općina    | Stanovništvo | Površina km2 |
| --------- | ------------ | ------------ |
| Basel     | 201 156      | 23.85        |
| Bettingen | 1248         | 2.23         |
| Riehen    | 21 788       | 10.87        |

Po tradicionalnom povijesnom pravu, kanton se smatra polukantonom te stoga u Vijeće država bira samo jednog predstavnika. Trenutni kantonalni ustav donesen je 1889. godine. Prvi je među njemačko govornim kantonima koji je dodjelio pravo glasa ženama 1966. godine. 
Zakonodavnu vlast ima Veliko vijeće koje čini 100 predstavnika, a izvršnu Upravno vijeće (njemački: Regierungsrat) od 7 članova.
| Stranka | Stranka                         | Broj zastupnika |
| ------- | ------------------------------- | --------------- |
|         | Socijaldemokratska stranka (SP) | 30              |
|         | Zeleni (GS)                     | 18              |
|         | Liberal-demokrati (LDP)         | 14              |
|         | Narodnjaci (SVP)                | 11              |
|         | Zeleni liberali (GLP)           | 8               |
|         | Liberali (FDP)                  | 7               |
|         | Demokršćani (CVP)               | 7               |
|         | Evangelici (EVP)                | 3               |
|         | Neovisni                        | 2               |

## Stanovništvo
2023. godine kanton broji 206 326 stanovnika.
Stranci čine 36.6% stanovnika. 52.8% ne pripada nijednoj religiji, 14.9% su katolici, a 14.6% su evangelici.

## Promet
Kanton je suvlasnik Europske zračne luke Basel-Mulhouse-Freiburg koja se nalazi u susjednoj Francuskoj, na 4km udaljenosti od Basela.
S ostatkom Švicarske kanton je povezan autocestama A2 (od njemačke granice u pravcu juga prema Luzernu i talijanskoj granici) te A3 (od francuske granice u pravcu istoka prema Zürichu). 
Glavni željeznički kolodvor je Basel SBB Švicarskih federalnih željeznica koje prometuju 5 brzih InterCity linija iz Basela prema ostatku Švicarske. Istovremeno kanton je povezan izravnim brzim vlakovima s Parizom i Berlinom.

## Vanjske poveznice
- https://www.bs.ch/ Službena stranica na njemačkom, francuskom, talijanskom i engleskom jeziku